# Golf de Joyenval
De Golf de Joyenval is een golfclub in Chambourcy in de regio Île-de-France bij Parijs.
De club werd in 1992 geopend en heeft twee golfbanen met 18 holes, de Retz- en de Marly-baan. Beide werden ontworpen door Robert Trent Jones Sr. 
Als men bij de derde hole van Marly naar de green klimt, heeft men een mooi uitzicht op de Abdij van Joyenval.

## Toernooien
Enkele jaren geleden werd hier het PGA Kampioenschap (Frankrijk) gespeeld. Thomas Levet, die eerder tweemaal dat kampioenschap won, werd toen tweede.

Van 23-26 september 2010 komt de Europese PGA Tour met de eerste editie van de Vivendi Cup naar Joyenval. De eerste rondes wordt er op beide banen gespeeld, in het weekend wordt alleen de Marlybaan gebruikt.
Zie ook de Lijst van golfbanen in Frankrijk.